# Die Nuts
Die Nuts waren eine Indie-Pop-Band aus Altötting, die 1992 gegründet wurde. Sie veröffentlichten Mitte der 1990er Jahre zwei Alben über das Independent-Label Trikont.

## Geschichte
Gegründet 1992 in Altötting konnte man 1995 einen Plattenvertrag beim renommierten Independent-Label Trikont unterschreiben, die gerade zu dieser Zeit deutschsprachigen Indie-Rock der Hamburger Schule förderten. 1995 erschien das Debütalbum Irgendwas fehlt immer. Im gleichen Jahr erschien das Lied aus einer heiligen Stadt auf dem von Franz Dobler zusammengestellten Sampler Wo ist zu Hause Mama. In Österreich wurden Die Nuts durch die Radiosendung Salon Helga bekannt.
Das zweite Album Selber erschien im November 1996.  Die FM4-Moderatoren Christoph Grissemann, Dirk Stermann und Fritz Ostermayer haben ihre Stimme dem Anrufbeantworter auf dem Album Selber geliehen. Im gleichen jahr erschien das Stück Der Tag auf der Trikont-Jubiläumskompilation  Der Trikont Sampler – 25 Jahre Our Own Voice. Die Band löste sich zu einem unbekannten Zeitpunkt auf.

## Stil
Musikalisch sind die Nuts dem Indie-Pop wohl am nächsten. In ihrer Musik finden sich Elemente verschiedener Musikstile, darunter Elemente des Ska und des Punkrock, aber auch Hip-Hop-Beats und Surf-Rhythmen. Viele Lieder beschreiben die Gesellschaft aus der Untersicht und erzählen vom Leben in einem festgefahrenen System, das neben Aussichtslosigkeit nur Enttäuschung bieten kann. Beispielhaft dafür ist das Lied Nie:

„dich hat niemand gefragt hast immer nur ja gesagt

niemals geklagt nur jeden wunsch vertagt

[...]

während du dich verkaufst feiern die oben ein fest

weil der mensch mit sich alles machen lässt

[...]

hast am leben geleckt

bist an der sehnsucht verreckt“

Als Reaktion darauf wird eine anarchistische Haltung beschrieben, die kämpferisch antiautoritär (Der Chef), antipatriotisch (Dem Rest die Pest) oder kirchenkritisch (Aus einer heiligen Stadt) ist. Diesen Liedern stehen ironische Lieder gegenüber (Ganz schön teuer), die fast schon surreale Züge haben (Kleine Straßenbahn). Auch kokettierte die Band gerne mit ihrem Image als Kleinstadtband aus der bayerischen Provinz.

## Diskografie
- 1995: Irgendwas fehlt immer (Trikont)
- 1996: Selber (Trikont)